# 切畑健
切畑 健（きりはた けん、1936年5月7日-　）は、日本の伝統服飾の研究者、京都国立博物館名誉館員。

## 来歴
大阪市生まれ。京都市立美術大学日本画科卒業。京都国立博物館に入り、京都文化資料研究センター調査資料室長、普及室長を経て、大手前女子大学文学部教授。2007年退職。

## 著書
- 『岡山美術館名品集 第5集 服飾 美術撰集』フジアート出版 1971
- 『狂言の装束 素襖と肩衣』紫紅社 1976
- 『友禅 美を生む手と伝統』駸々堂ユニコンカラー新書 1976
- 『近代裾文様』髙島屋史料館聚英 フジアート出版 1978
- 『御所解模様帖』高島屋史料館聚英 フジアート出版 1979
- 『半襟 ゑり善所蔵』京都書院 1980
- 『華友禅 ベレー会会員作品集』フジアート出版 1981
- 『辻が花』京都書院 1983
- 『染と織の文化史』日本放送出版協会 NHK市民大学　1989
- 『興福院所蔵刺繍掛袱紗』金井杜道写真 紫紅社 1992
- 『狂言の装束』京都書院美術双書 日本の染織 1993
- 『能装束』京都書院美術双書 日本の染織 1993
- 『若草頌 子どもの衣裳 田村コレクション』永野一晃写真 田村資料館 1993
- 『歌舞伎衣裳』京都書院美術双書 日本の染織 1994
- 『名物裂』京都書院美術双書 日本の染織 1994
- 『雛人形』京都書院アーツコレクション 1998

### 共編著
- 『能百選 加賀宝生・佐野家伝来』密田良二,中村保雄共著 フジアート出版 1974
- 『振袖』編著 フジアート出版 1975
- 『円山派衣裳画 三井家伝来』白畑よし共著 紫紅社 1975
- 『和更紗』吉岡常雄共編 紫紅社 1978
- 『日本の染織 第4巻 小袖 2』責任編集 中央公論社 1980
- 『日本の染織 第5巻　能・狂言/歌舞伎』今永清士共責任編集 中央公論社 1980
- 『日本の美と文化 16 きものと文様 デザインを着る』共編著 講談社 1983
- 『井伊家伝来能装束百姿』増田正造共編 平凡社 1984
- 『写真でみる日本の女性風俗史 京都染織まつり記念図録』市田ひろみ共著 京都書院 1985
- 『人形 日本と世界の人形のすべて 第1巻 御所人形』構成・解説 藤森武ほか写真 京都書院 1985
- 『人形 日本と世界の人形のすべて 第2巻 嵯峨人形・賀茂人形・衣裳人形』構成・解説 藤森武ほか写真 京都書院 1985
- 『西陣織 伝承の技』松尾弘子写真 岩波グラフィックス 1986
- 『能装束　鐘紡コレクション』編著 毎日新聞社 1987
- 『小袖 2　紅型』丸山伸彦共編著 鐘紡コレクション 毎日新聞社 1988
- 『名物裂帖』吉岡幸雄共編著　鐘紡コレクション 毎日新聞社 1988
- 『歌舞伎衣裳』下山あい共著 日竎貞夫写真 講談社 1993
- 『中国美術全集 工芸編 6 染織刺繍 1』黄能馥共著 京都書院 1996
- 『日本の女性風俗史』編 京都書院アーツコレクション 1997
- 『御所人形』編 京都書院アーツコレクション 1998
- 『日本の女性風俗史』編 柴紅社文庫 2003

## 注
1. ↑  『現代日本人名録』2002年